# Symphonie no 2 de Glass
Pour les articles homonymes, voir Symphonie no 2.
La Symphonie no 2 de Philip Glass est une œuvre de musique minimaliste composée en 1994 pour un orchestre symphonique.

## Historique
Philip Glass en reçoit la commande de la Brooklyn Academy of Music de New York en 1993. La première mondiale de l'œuvre est donnée en 1994 par Dennis Russell Davies dirigeant l'Orchestre philharmonique de Brooklyn à la Brooklyn Academy of Music.

## Structure
La symphonie, composée de trois mouvements, est polytonale. Philip Glass, en présentant sa symphonie, indiquait que bien que l'âge d'or de la polytonalité des années 1930-1940 semblait loin, il restait encore de nombreuses expériences à faire dans ce domaine. Les deux premiers mouvements sont d'une couleur plutôt sombre. Le troisième mouvement, quant à lui, contraste fortement par sa brillance due à l'emploi de cloches et à la prépondérance des instruments à vent. L'exécution dure environ 43 minutes.

## Discographie sélective
- Symphonie n°2, par le Orchestre philharmonique de Brooklyn dirigé par Dennis Russell Davies, chez Point Music, 1994.
- Symphonie n°2, par le Bournemouth Symphony Orchestra dirigé par Marin Alsop, chez Naxos, 2003.